# Julen Kerman Madariaga Agirre
Pour les articles homonymes, voir Agirre.
Julen Kerman Madariaga Agirre, né le 11 octobre 1932 à Bilbao et mort le 5 avril 2021 à Saint-Pée-sur-Nivelle, est un avocat et homme politique espagnol, naturalisé français en 1986. Militant nationaliste basque, il a été dirigeant d'Euskadi ta Askatasuna (ETA) et membre éminent de Herri Batasuna. Plus tard, il a été fondateur du parti Aralar et membre de l'organisation pacifiste Elkarri (es).

## Biographie
Fils d'un militant du Parti nationaliste basque (PNV), il accompagne son père en exil au Chili pendant la Guerre Civile espagnole. Il retourne à Bilbao en 1942. Il a terminé l'enseignement secondaire, a étudié le Droit au Royaume-Uni, obtenant un doctorat à Cambridge, après lequel il retourne au Pays basque et s'embarque dans l'activité politique nationaliste.[réf. nécessaire]
Il est un des fondateurs d'Ekin (es), organisation scindée des jeunesses du PNV et qui a constitué l'embryon de la future Euskadi Ta Askatasuna. Celle-ci a été créée en 1959 et, trois ans plus tard, Madariaga a pris part à Bayonne à la 1re Assemblée de l'organisation. Il a été depuis lors un des membres de son comité exécutif. Madariaga a été accusé dans le procès de Burgos et condamné pour rébellion.[réf. nécessaire]
Le 21 mars 1960, la police arrête à Bilbao Julen Madariaga, José Antonio Etxebarrieta, José Lekunbe et Iñaki Depardieu, entre autres. Le 22 mars 1960, le Lehendakari (président du gouvernement basque) Jose Antonio Agirre Lekube meurt à Paris et quelqu'un place au mont Urgull de Saint-Sébastien une ikurriña (drapeau basque) avec un crêpe noir. La loi est approuvée contre le banditisme et le terrorisme.[réf. nécessaire]
Réfugié au Pays basque français, il a obtenu la nationalité française en 1986. En 1989 la justice française le condamne à quatre ans de prison pour collaboration avec ETA, avec interdiction de résider au Pays basque français pendant dix ans. Madariaga est sorti de prison en 1991 et réside à Bilbao, se consacrant à la loi dans un bureau partagé avec l'avocat d'Herri Batasuna, Txema Montero (es). En 1993 et 1994 il affirme que ETA a perdu la bataille pour l'autodétermination du Pays basque et s'est montré partisan de l'abandon des armes.[réf. nécessaire]
En janvier 1995 il abandonne Herri Batasuna en raison du refus de cette formation de se prononcer publiquement contre le meurtre du dirigeant du Parti Populaire en Guipuscoa, Gregorio Ordóñez (es), par l'ETA.[réf. nécessaire]
En 2001 il adhère aux postulats d'Aralar, un courant interne d'Euskal Herritarrok favorable à la fin de la violence et qui en 2002 se transformera en parti politique indépendant. Madariaga a été nommé responsable de sa Commission de Garanties. Il a été candidat de cette formation à la députation générale de Biscaye dans les élections locales de mai 2003 et a de même figuré dans les listes des candidats pour le Sénat dans les élections générales de 2004 et pour le Parlement européen la même année.[réf. nécessaire]
Par rapport au processus de paix entamé par le Gouvernement de José Luis Rodriguez Zapatero, il a affirmé que ETA devrait demander pardon aux victimes : « J'ai dit que tout le monde doit demander pardon et ETA n'échappe pas à la règle. Les conflits ont toujours plusieurs acteurs et ETA en est un de plus. Tous les agresseurs doivent demander pardon ».

## Résidence française
En juillet 2006 le juge Fernando Grande-Marlaska a ordonné postérieurement sa détention dans le cadre d'une opération contre des supposés membres d'ETA, restant en liberté surveillée. Il lui sera alors interdit de sortir de Paris.[réf. nécessaire]
Il a dix fils et réside jusqu'à sa mort, à l’âge de 88 ans, le 5 avril 2021 à Saint-Pée-sur-Nivelle.

## Déplacement à Barcelone
Julen Madariaga, qui a obtenu la nationalité française en 1986, va, en 1987, à la présentation à Barcelone du livre Artapalo. ETA después de Txomin.[réf. nécessaire]

## Sur l'assassinat de Yoyes
Au sujet de l'assassinat de Yoyes, il a justifié sa mort et a regretté qu'elle ne se soit pas produite avant.